# Rajd Karkonoski 2009
24. Rajd Karkonoski – 24. edycja Rajdu Karkonoskiego. Był to rajd samochodowy rozgrywany od 10 do 12 lipca 2009 roku. Była to trzecia runda Rajdowych Samochodowych Mistrzostw Polski w roku 2009. Rajd składał się z dziesięciu odcinków specjalnych.

## Wyniki końcowe rajdu[1]
| Miejsce | Kierowca             | Pilot            | Samochód                 | Czas      | Strata  | Grupa Klasa | Punkty |
| ------- | -------------------- | ---------------- | ------------------------ | --------- | ------- | ----------- | ------ |
| 1       | Bryan Bouffier       | Xavier Panseri   | Mitsubishi Lancer Evo IX | 1:32:06.6 | –       | N4          | 32     |
| 2       | Tomasz Kuchar        | Daniel Dymurski  | Peugeot 207 S2000        | 1:32:09.8 | +3.2    | S2000       | 31     |
| 3       | Michał Sołowow       | Maciej Baran     | Peugeot 207 S2000        | 1:33:09.0 | +1:02.4 | S2000       | 19     |
| 4       | Kajetan Kajetanowicz | Jarosław Baran   | Subaru Impreza STi N14   | 1:33:11.6 | +1:05.0 | N4          | 15     |
| 5       | Radosław Typa        | Maciej Wisławski | Mitsubishi Lancer Evo X  | 1:36:45.3 | +4:38.7 | N4          | 10     |
| 6       | Kamil Butruk         | Maciej Wilk      | Mitsubishi Lancer Evo IX | 1:37:45.0 | +5:38.4 | N4          | 7      |
| 7       | Jurij Protasow       | Kyrylo Nesvit    | Subaru Impreza STi N12   | 1:38:09.9 | +6:03.3 | N4          | 5      |
| 8       | Michał Bębenek       | Grzegorz Bębenek | Mitsubishi Lancer Evo IX | 1:41:20.0 | +9:13.4 | N4          | 10     |
| 9       | Marcin Bełtowski     | Paweł Drahan     | Subaru Impreza STi N14   | 1:41:40.9 | +9:34.3 | N4          | 1      |
| 10      | Robert Kujawski      | Rafał Rzemień    | Renault Clio R3          | 1:41:45.5 | +9:38.9 | A7          | 3      |